# Chang Zheng 9

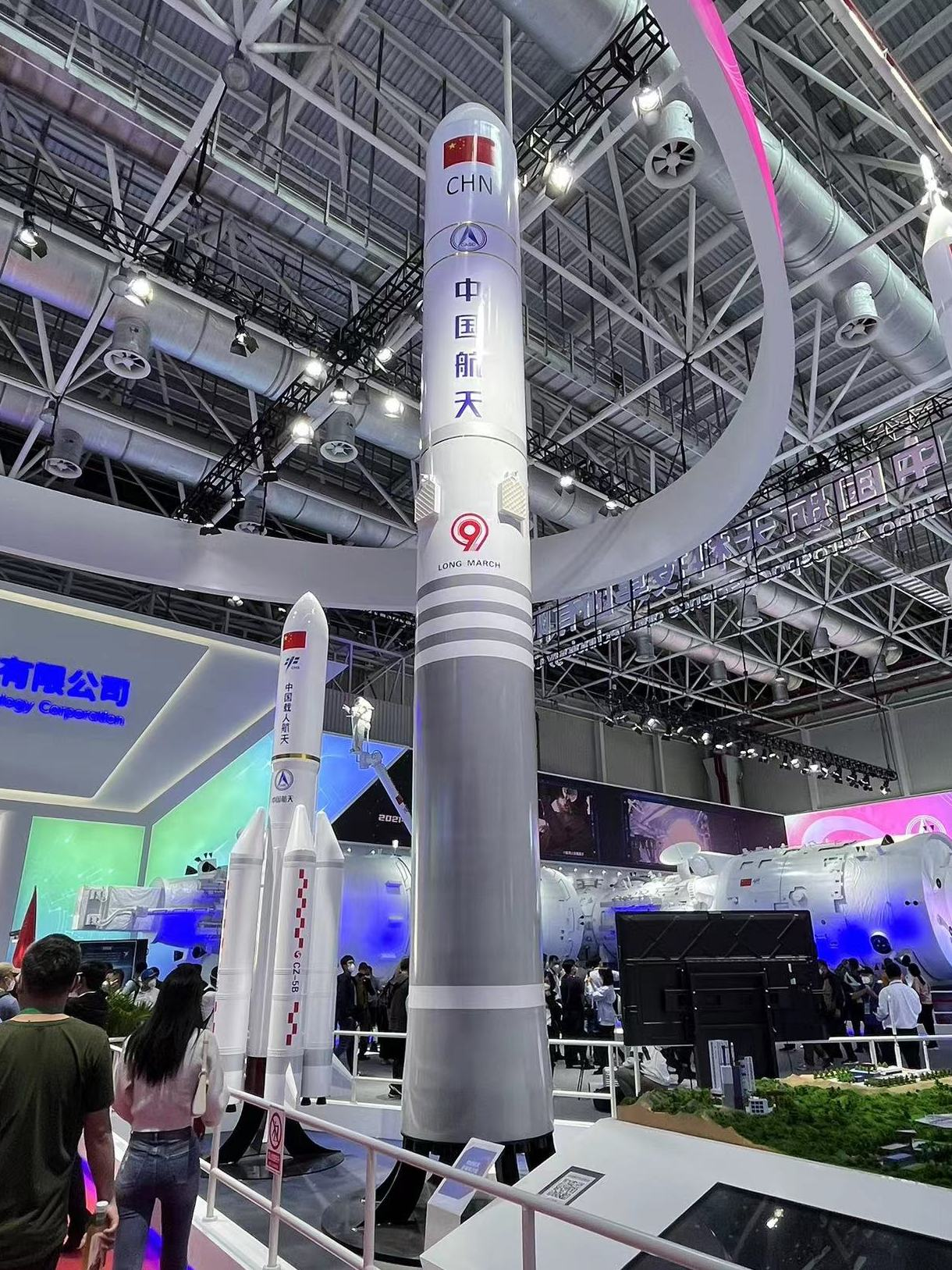
Makieta rakiety Chang Zheng 9 na pokazie Zhuhai 2022

Chang Zheng 9 (chiń.: 长征 9) (Długi Marsz 9), (nazwa skrócona: CZ-9) – projektowana chińska bardzo ciężka rakieta nośna z rodziny Chang Zheng, która będzie służyła do wynoszenia załogowych misji księżycowych, a później także dalszych misji eksploracyjnych, w tym marsjańskich. Planowany udźwig rakiety będzie wynosił ok. 130 000 kg na niską orbitę okołoziemską - LEO.
Pierwsze informacje o koncepcji takiej rakiety pojawiły się w 2013 r., jednak w 2016 r. pojawiły się nowsze informacje, według których pierwotna koncepcja została nieco zmodyfikowana jeśli idzie o silniki. Według obecnych planów rakieta będzie mieć średnicę ok. 8–10 m, wysokość ponad 100 m. Będzie wyposażona w dwa lub cztery dwusegmentowe silniki pomocnicze na paliwo stałe, każdy o średnicy ok. 3 m; w 2016 r. przeprowadzono ich testowe odpalenie.
Pierwszy stopień CZ-9 będzie wyposażony w silnik na paliwo płynne: ciekły tlen (LOX)/nafta, natomiast drugi stopień na ciekły tlen i ciekły wodór) - silniki te są obecnie na etapie opracowywania. Ciąg startowy będzie wynosił ok. 5 200 - 5 500 t. Planowany udźwig ok. 130 000 kg na LEO będzie zbliżony do udźwigu budowanej obecnie przez NASA rakiety SLS w wersji Block 2.
Rakieta jest konstruowana przez China Aerospace Science and Technology Corporation (CASC), China Academy of Launch Vehicle Technology (CALT) w Pekinie i Academy of Aerospace Solid Propulsion Technology (AASPT) w Xi’an.
Pierwszy start rakiety CZ-9 jest zapowiadany na ok. 2028-2030, starty będą odbywały się prawdopodobnie z kosmodromu Wenchang na wyspie Hajnan. Jeśli te zapowiedzi zostaną zrealizowane, to chińska rakieta znajdzie się w kosmosie szybciej niż jej amerykański odpowiednik, której pierwszy lot w pełnej konfiguracji SLS Block 2 ma odbyć się najwcześniej w 2032 r. W 2016 r. Chiny zapowiedziały, że pierwsza załogowa misja na Księżyc zostanie przeprowadzona w ciągu 15-20 lat.